# Laeops pectoralis
Laeops pectoralis är en fiskart som först beskrevs av Von Bonde 1922.  Laeops pectoralis ingår i släktet Laeops och familjen tungevarsfiskar. Inga underarter finns listade i Catalogue of Life.